# Ictidomys
Ictidomys ist eine Gattung der Echten Erdhörnchen, die in drei Arten in Nordamerika verbreitet ist.

## Merkmale
Die Arten der Gattung sind mittelgroße Erdhörnchen und haben eine Kopf-Rumpf-Länge von etwa 26,5 bis 31,3 Zentimetern. Der Schwanz ist zwischen 8 und 15 Zentimeter lang, die Schwanzlänge entspricht in der Regel zwischen 50 und 70 % der Körperlänge. Er ist mittellang und buschig und am Ende mit hellen Haaren gefranst. Die Ohren haben eine Länge von 6 bis 12 Millimetern und sind damit relativ klein, die Hinterfußlänge liegt bei 35 bis 46 Millimetern. Die Arten besitzen eine auffällige Färbung mit Streifen und Flecken auf dem Rückenfell und sind deshalb einfach von anderen Arten zu unterscheiden. Die Rückenfärbung ist sand- bis hellbraun und bei allen drei Arten ziehen sich deutlich abgesetzte cremeweiße Streifen und Fleckenreihen vom Ohr über den Rücken. Diese Streifen werden von dunkleren Linien flankiert, die Flanken der Tiere sind sandfarben bis grau gefärbt. Das Fell ist in der Regel kurz und glatt. Die Weibchen der Ictidomys-Arten besitzen vier bis sechs Paar Zitzen.
Der Schädel ist schmal mit einer leicht nach unten gebogenen Schnauze. Die kräftigen Schneidezähne sind leicht nach hinten weisend (ophistodont). Die vergleichsweise kleinen Mahlzähne sind von den Schneidezähnen durch ein deutlich verlängertes Diastema getrennt. Der Hirnschädel ist schmal, die Paukenhöhlen relativ klein und seitlich gestaucht.

## Verbreitung

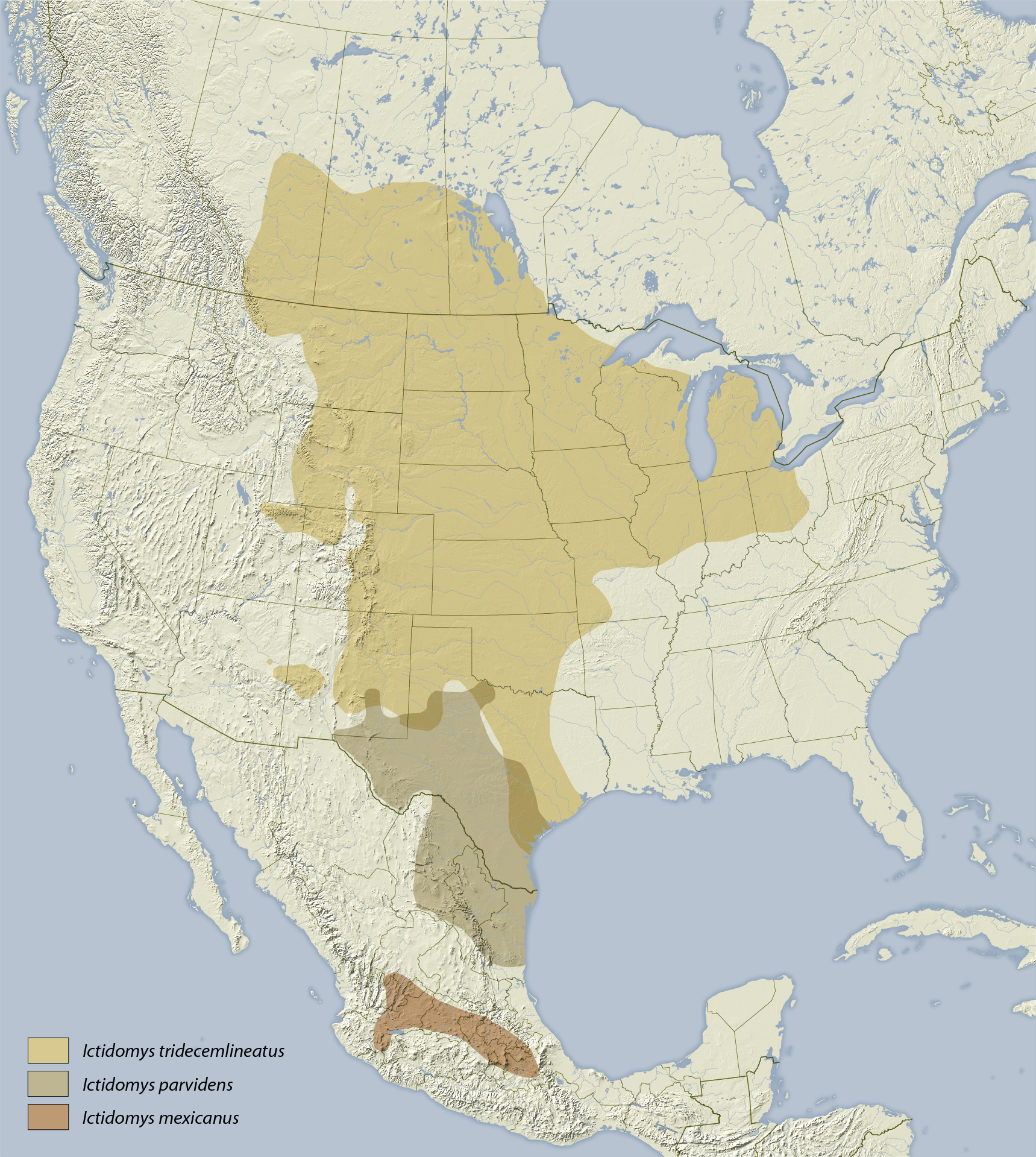
Verbreitungskarte der drei Ictidomys-Arten

Die Gattung Ictidomys ist in den Grassteppen im zentral-westlichen Nordamerika vom südlichen Kanada bis nach Mexiko verbreitet, wobei sich die Verbreitungsgebiete der einzelnen Arten teilweise überlappen. Das Verbreitungsgebiet des Dreizehnstreifen-Hörnchen erstreckt sich über die Great Plains vom südlichen Kanada, dem nordöstlichen Utah und Ohio bis nach Texas und New Mexico im Süden. Der Rio-Grande-Ziesel kommt in den südlichen Great Plains vom Südosten New Mexicos über das westliche Texas bis in das nordöstliche Mexiko vor. In den Überlappungsgebieten der beiden Arten kann es zu Verpaarungen und natürlichen Hybridisierungen kommen, die allerdings lokal begrenzt und selten sind. Der Mexikanische Ziesel kommt in Zentral-Mexiko vor.
Die Höhenverbreitung der Arten liegt zwischen 200 und 3.000 Metern.

## Lebensweise
Die Arten der Gattung leben in ähnlichen Habitaten vor allem im Bereich von sandigen Grassteppen (Prärie) mit Gebüschen. Obwohl sie hauptsächlich an diese Habitate angepasst sind, kommen alle drei Arten auch in anthropogen veränderten Landschaften zurecht und können unter anderem im Bereich von Straßen, auf Friedhöfen, in kleinen Ortschaften und auf Golfplätzen innerhalb ihres Verbreitungsgebiets angetroffen werden; teilweise wird angenommen, dass sich dieses durch menschliche Aktivitäten vergrößert hat. Sie sind omnivor und ernähren sich überwiegend von Insekten und Insektenlarven, Samen, Blättern und Gräsern.

## Systematik
Ictidomys ist eine Gattung der Hörnchen, wo sie den Erdhörnchen (Xerinae) und darin den Echten Erdhörnchen (Marmotini) zugeordnet wird. Die wissenschaftliche Erstbeschreibung erfolgte durch Joel Asaph Allen im Jahr 1877 mit dem Dreizehnstreifen-Hörnchen als Typusart. Danach wurden die Arten gemeinsam mit weiteren heute als Gattungen betrachteten Taxa den Zieseln (Gattung Spermophilus) zugeordnet und als Untergattung behandelt.
In einer molekularbiologischen Untersuchung wurde Ictidomys 2004 als monophyletische Gruppe bestätigt und auf Gattungsebene neu beschrieben. Sie bildet wahrscheinlich die Schwestergruppe einer Klade bestehend aus dem Franklin-Ziesel (Poliocitellus franklinii), den Präriehunden (Cynomys) und der ebenfalls erneut auf Gattungsebene erhobenen Gattung Xerospermophilus gegenüber. Die Vertreter von Xerospermophilus wurden teilweise den Ictidomys-Arten zugeordnet.
Man unterscheidet drei Arten der Gattung:
- Dreizehnstreifen-Hörnchen (Ictidomys tridecemlineatus) in der Prärie der Vereinigten Staaten und Kanada
- Mexikanischer Ziesel (Ictidomys mexicanus) im zentralen Mexiko
- Rio-Grande-Ziesel (Ictidomys parvidens) in nordöstlichen Mexiko, New Mexico und Texas

Der Name Ictidomys leitet sich von den griechischen Bezeichnungen für das Wiesel und die Maus ab, bedeutet übersetzt also etwa „Wieselmäuse“, und soll auf die schlanke, wieselartige Gestalt dieser Tiere hindeuten.

## Gefährdung und Schutz

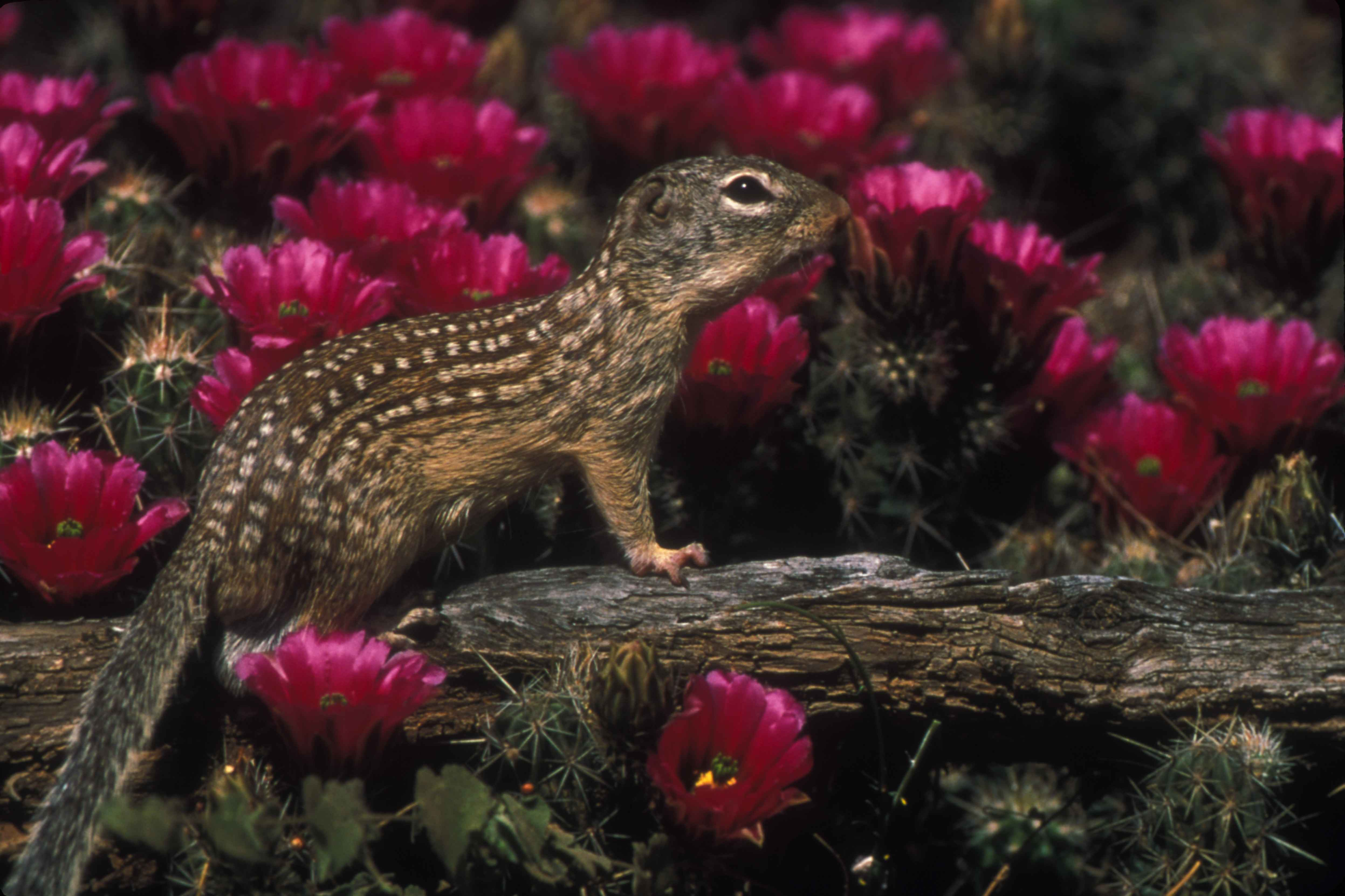
Mexikanischer Ziesel (Ictidomys mexicanus)

Sowohl das Dreizehnstreifen-Hörnchen wie auch der Mexikanische Ziesel und der Rio-Grande-Ziesel werden von der International Union for Conservation of Nature and Natural Resources (IUCN) aufgrund ihres vergleichsweise großen Verbreitungsgebietes und der stabilen Bestände als nicht gefährdet („least concern“) eingeordnet.

## Belege
1. 1 2 3 4 5 6 7 8 9 10 11 12  Kristofer M. Helgen, F. Russell Cole, Lauren E. Helgen & Don E. Wilson: Generic revision in the Holarctic ground squirrel genus Spermophilus. Journal of Mammalogy, 90, Seiten 270–305, 2009
2. 1 2 3  Matthew D. Herron, Todd A. Castoe, Christopher L. Parkinson: Sciurid phylogeny and the paraphyly of holarctic ground squirrels (Spermophilus). Molecular Phylogenetics and Evolution 31, 2004; S. 1015–1030. (doi:10.1016/j.ympev.2003.09.015, Volltext, PMID 15120398)
3. ↑  Richard W. Thorington Jr., John L. Koprowski, Michael A. Steele: Squirrels of the World. Johns Hopkins University Press, Baltimore MD 2012; S. 268–271. ISBN 978-1-4214-0469-1
4. ↑  Ictidomys tridecemlineatus in der Roten Liste gefährdeter Arten der IUCN 2014.3. Eingestellt von: A.V. Linzey, NatureServe (G. Hammerson), 2008. Abgerufen am 12. Mai 2015., Ictidomys mexicanus in der Roten Liste gefährdeter Arten der IUCN 2014.3. Eingestellt von: A.V. Linzey, R. Timm, S.T. Álvarez-Castañeda, I. Castro-Arellano, T. Lacher, 2008. Abgerufen am 12. Mai 2015.